# Intermedio (calcio a 5)
Il giocatore intermedio, nel calcio a 5, è quello che ha il compito di raccordare il reparto arretrato con quello offensivo.

## Alias
La necessità di saper attuare sia la fase difensiva che quella offensiva porta questi giocatori a venire considerati dal tecnico della nazionale italiana Alessandro Nuccorini come i veri interpreti del ruolo di universale, soprattutto negli ultimi anni in cui si è sviluppato un gioco costituito da continui movimenti dei giocatori senza palla e continui scambi di posizione sia in fase difensiva che in fase offensiva.
Tuttavia, a seconda del tipo di gioco, i giocatori intermedi assumono una denominazione diversa, che comunque tiene sempre in considerazione il ruolo di raccordo che deve svolgere tale profilo:
- Nell'Attacco 3:1 e nella Difesa a rombo, gli intermedi sono più spesso individuati con il nome di esterno, laterale o ala (denominazione di origine spagnola) per la prevalente posizione assunta in campo, ovvero sulle fasce esterne del campo. questi giocatori sono dotati soprattutto di una estrema resistenza fisica agli sforzi anaerobici intermittenti dovuti ai continui cambi di direzione e scatti eseguiti durante il gioco.
- Nell'Attacco 2:2 gli intermedi propriamente detti sono sostituiti da giocatori esterni dalle più spiccate caratteristiche offensive o difensive, non essendo presenti giocatori dalle esclusive prerogative di pivot e play.
- Nell'Attacco 4:0 si verifica una situazione simile a quella precedente, tuttavia a turno, i giocatori prendono "possesso" della zona di fascia o della zona di raccordo tra attacco e difesa, questo li porta non tanto ad essere considerati intermedi o laterali come ruolo, ma come posizione temporanea.
- Nella Difesa 1-1-2 l'intermedio assume la posizione propria del ruolo intermedio, occupando un'area che va dal disco del tiro libero al cerchio di centrocampo, spesso giocando spalle alla porta o comunque attaccando la profondità solo dopo aver fintato di "accorciare" verso la propria area.

Date le molteplici tipologie che ricadono sotto la denominazione di intermedio o laterale, c'è forte difficoltà ad individuare i migliori giocatori di questo ruolo, segnaliamo comunque Javi Rodriguez che ha vinto due ori mondiali e un argento, tre ori europei ed un argento, con la nazionale spagnola; e i brasiliani Jackson (MVP ai mondiali del 1982) e soprattutto Falcão considerato sicuramente il più talentuoso giocatore dopo il 2000.